# Rubicon (Fernsehserie)
Rubicon ist eine US-amerikanische Fernsehserie aus dem Jahr 2010. Die Idee zur Serie hatte Jason Horwitch, Showrunner der Serie war Henry Bromell. Rubicon ist die dritte Serie des Senders AMC, konnte jedoch keinen Durchbruch wie Mad Men und Breaking Bad erzielen und wurde nach der ersten Staffel aufgrund ungenügender Zuschauerzahlen eingestellt.

## Handlung
Die Serie handelt von einem Informationsanalysten bei einer nationalen Denkfabrik. Er findet heraus, dass seine Mitarbeiter eventuell Teil eines Geheimbundes sind, der Geschehnisse auf der ganzen Welt manipuliert.

## Produktion und Ausstrahlung
Die erste und einzige Staffel besteht aus 13 Folgen.
Am 13. Juni 2010 wurde die 46-minütige Pilotfolge vorab als Preview nach dem Staffelfinale der dritten Staffel von Breaking Bad ausgestrahlt. Am 25. Juli begann die reguläre Ausstrahlung von Rubicon mit einer Wiederholung der ersten Folge, die 13. und letzte Folge der Serie lief am 17. Oktober 2010. Am 11. November 2010 gab der Sender AMC offiziell die Absetzung der Serie bekannt.
Es gibt keine Pläne, die Serie auf DVD, beziehungsweise Blu-ray, zu veröffentlichen. In den Vereinigten Staaten kann die Serie über Amazon Instant Video abgerufen werden.

## Episodenliste
| Folge | Originaltitel           | Erstausstrahlung (AMC) |
| ----- | ----------------------- | ---------------------- |
| 01    | Gone in the Teeth       | 13. Juni 2010          |
| 02    | The First Day of School | 1. August 2010         |
| 03    | Keep the Ends Out       | 8. August 2010         |
| 04    | The Outsider            | 15. August 2010        |
| 05    | Connect the Dots        | 22. August 2010        |
| 06    | Look to the Ant         | 29. August 2010        |
| 07    | The Truth Will Out      | 5. September 2010      |
| 08    | Caught in the Suck      | 12. September 2010     |
| 09    | No Honesty in Men       | 19. September 2010     |
| 10    | In Whom We Trust        | 26. September 2010     |
| 11    | A Good Day's Work       | 3. Oktober 2010        |
| 12    | Wayward Sons            | 10. Oktober 2010       |
| 13    | You Never Can Win       | 17. Oktober 2010       |

## Rezeption
Rubicon erhielt von Kritikern überwiegend positive bis gemischte Bewertungen. Gelobt wurden die dichte Atmosphäre, das intelligente Drehbuch und die realistische Darstellung von Geheimdienstarbeit. Kritisiert wurde jedoch das langsame Erzähltempo und der Mangel an Action, was die Serie für ein Massenpublikum weniger zugänglich machte. Trotz eines starken Starts mit rund zwei Millionen Zuschauern bei der Premiere sanken die Einschaltquoten im weiteren Verlauf deutlich, sodass AMC am 11. November 2010 die Einstellung der Serie bekanntgab.